# Tympanuchus cupido attwateri
El pollo de pradera de Attwater (Tympanuchus cupido attwateri) es una subespecie en peligro de extinción del pollo de pradera mayor que es autóctona de la Texas costera y antiguamente de Luisiana en los Estados Unidos.

## Descripción
El pollo de pradera de Attwater mide de 17 a 18 pulgadas (43 a 45,5 cm) y pesa aproximadamente de 1,5 a 2,0 lb (0,7 a 0,9 kg). Tiene una envergadura de 28 pulgadas (70 cm). Estos urogallos tienen fuertes barras verticales de color marrón oscuro y blanco beige sobre el manto, los flancos y vientre. La especie exhibe dimorfismo sexual, en el que los machos tienen plumas alargadas, llamadas pinnae, que se yerguen para formar lo que parecen estructuras semejantes a orejas. El macho también tiene un saco de aire de color naranja brillante o dorado a cada lado de su cuello, que infla durante las exhibiciones de apareamiento. Tienen un periodo de vida de 2 a 5 años.

## Hábitat y área de distribución
Es endémica de los pastizales costeros del oeste del golfo . Históricamente, su área de distribución se extendía hacia el oeste desde Bayou Teche en Luisiana hasta el río Nueces en Texas, posiblemente tan al sur como Tamaulipas, México,  y tierra adentro por 75 mi (120,7 km) . Esto cubría un área de 6 millones de acres (24,000 km²). Hoy en día, existen poblaciones en la naturaleza en dos lugares: el Refugio Nacional de Vida Silvestre Attwater Prairie Chicken cerca de Eagle Lake, Texas, y en tierras privadas en el condado de Goliad.

## Dieta y depredación
Esta especie tiene una dieta diversa, come brotes de pasto, pétalos de flores, semillas e insectos como saltamontes . Sus depredadores incluyen halcones, búhos, coyotes, mapaches, zorrillos, zarigüeyas y serpientes . Los polluelos son vulnerables ante las inundaciones.

## Conservación
En 1900, hasta un millón de pollos de praderas de Attwater habitaban las praderas costeras. Se cree que la pérdida de hábitat es la razón principal de su declive. Uno de los principales factores que contribuyeron a la pérdida de hábitat fue la plantación generalizada, que comenzó a principios del siglo XX, de árboles de sebo (Triadica sebifera) para establecer una industria de fabricación de jabón. Desde entonces, T. sebifera ha demostrado ser un invasor agresivo de los pastizales costeros, donde desplaza el conjunto diverso de plantas autóctonas que estaba dominado por pastos, hierbas de pradera y forbias con rodales densos, casi monoespecíficos, que alteran significativamente los procesos de los ecosistemas bióticos y abióticos. La urbanización contribuye aún más a la pérdida de hábitat. Como resultado de estos cambios en los últimos cien años, el ecosistema entero de pastizales donde una vez prosperó el pollo de pradera de Attwater existe en manchones pequeños y dispersos cuya existencia continua está amenazada. Entre los bisontes de llanura que aquí pastaron y los incendios forestales periódicos producto de rayos, la maleza se fue reduciendo, al punto que las aves en la actualidad tienen dificultades para abrirse camino a través del espeso sotobosque. Otros cambios menos aparentes en el ecosistema posiblemente también hayan tenido un efecto negativo.
Un estudio de 1937 registró unos 8700 pollos de pradera de Attwater que quedaban en cuatro condados de Texas. El pollo de pradera de Attwater ha estado en la lista de especies en peligro de extinción desde marzo de 1967, cuando se estima que 1070 aves quedaron en estado salvaje. En 2003, quedaban menos de 50 aves en estado salvaje.
En 1999, Nature Conservancy decidió permitir nuevas perforaciones cerca de los criaderos primarios en tierra tejana, propiedad de Nature Conservancy. Esto ha dañado al urogallo y su hábitat, según la Sociedad de Vida Silvestre. La perforación en áreas sensibles es destructiva y los ambientalistas se oponen a ella. El número de pollos de pradera de Attwater que anidan en la tierra, propiedad de The Nature Conservancy cayó de 36 en 1998 a 16 en 2003. El análisis realizado por el director científico de Texas de Nature Conservancy dijo que ese nuevo proyecto de perforación petrolera sometió al urogallo a una «mayor probabilidad de muerte». En 2007, Nature Conservancy emitió nuevos permisos para perforar un nuevo pozo de petróleo en tierras protegidas. Desde entonces, los pollos de pradera de Attwater han desaparecido del lugar.

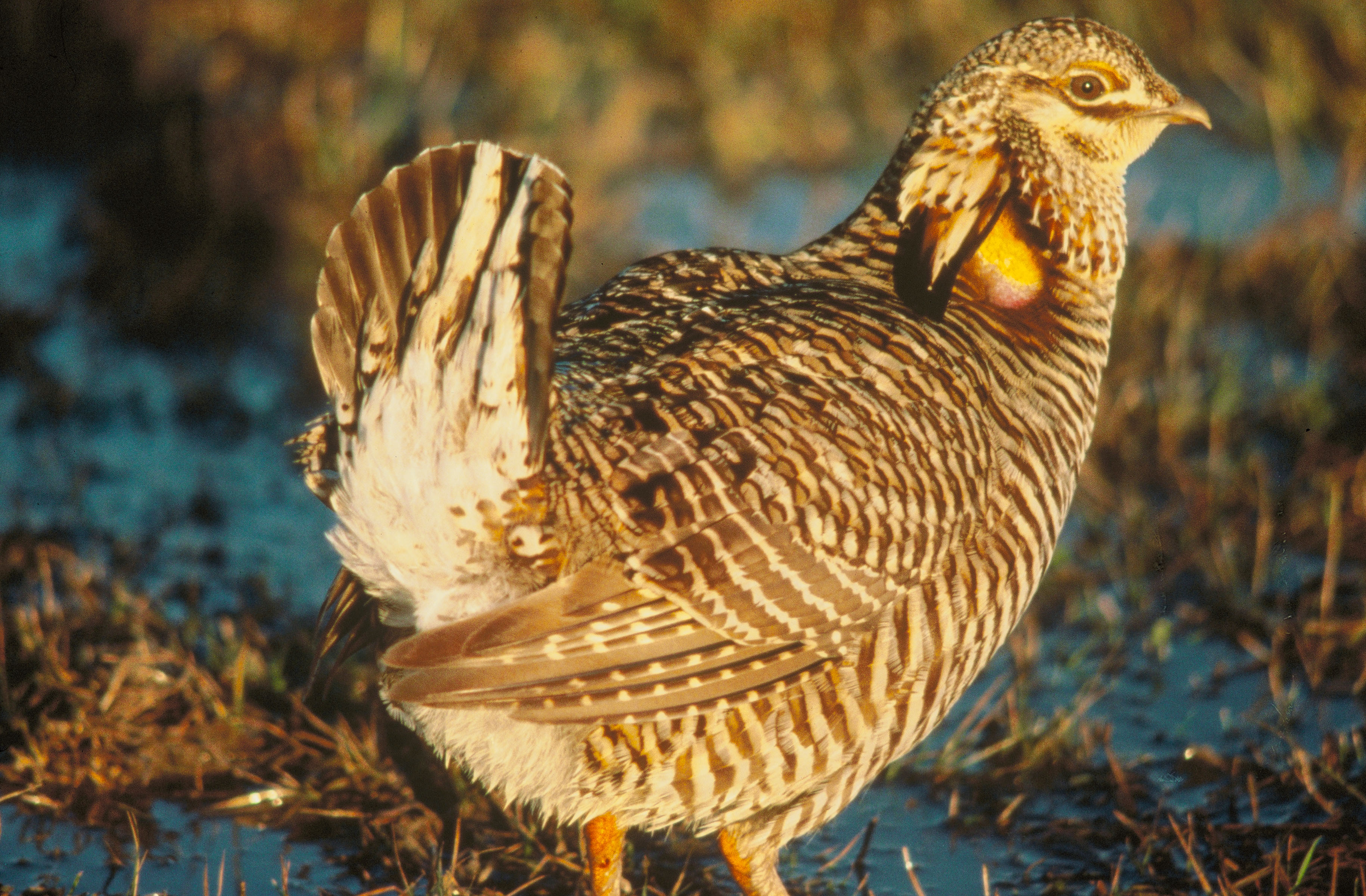
Hembra

En 2014, quedaban aproximadamente 260 aves, de las cuales unas cien vivían en estado salvaje. Los programas de cría en cautiverio están en marcha en lugares como Fossil Rim Wildlife Center, Abilene Zoo y Caldwell Zoo (Tyler, TX). A través de una asociación con el Zoológico de Houston, una bandada de cría en cautiverio reside en los terrenos del Centro Espacial Lyndon B. Johnson de la NASA cerca de Clear Lake .
En 2016, la población se redujo a 42 aves tras las fuertes inundaciones de primavera, que acabaron con toda una generación de huevos. Elhuracán Harvey en 2017 fue aún más desastroso, probablemente mató al menos 32 aves, con solo cinco hembras halladas durante el estudio del área posterior al huracán. Sin embargo, en la primavera de 2018, la población salvaje estimada era de 12. A partir de febrero de 2019, habiendo el zoológico de Houston liberado muchos individuos el año anterior, la población silvestre era de alrededor de 200. Desde entonces, la población silvestre ha vuelto a disminuir. Un conteo realizado más tarde ese año indicó que solo quedaban 108 aves y un informe de febrero de 2021 indicó menos de cien.